# Араксаван
Араксаван (вірм. Արաքսավան) — село в марзі Арарат, у центрі Вірменії. Село розташоване за 7 км на північний захід від міста Арташата, 4 км на захід від села Масіс, за 3 км на південний захід від села Дімітров та 5 км на південь від села Овташен.